# Domenico Ebner
Domenico Ebner (Friburgo, 26 aprile 1994) è un pallamanista italiano con cittadinanza tedesca, portiere del Lipsia e della nazionale italiana.

## Carriera
Inizialmente Ebner ha giocato per il TSV March, l'SG Waldkirch/Denzlingen e il TuS Schutterwald. Nel 2011 passa all'SG Köndringen/Teningen, giocando dapprima nelle giovanili in A-Jugend-Bundesliga e successivamente in prima squadra in 3. Liga. Nell'estate del 2016 lascia l'SG Köndringen/Teningen dopo un totale di cinque anni e si trasferisce al Bietigheim, club di seconda divisione. Nella sua seconda stagione con il Bietigheim Ebner riesce ad essere promosso in Handball Bundesliga.
Nella stagione 2018-19, Ebner gioca la sua prima stagione nella prima Handball Bundesliga e viene votato giocatore del mese nel novembre 2018: dopo una stagione positiva nella lega più difficile del mondo, viene messo sotto contratto con l'Hannover-Burgdorf, squadra di media-alta classifica. Nei quattro anni passati ad Hannover, Ebner riesce a ritagliarsi sempre più spazio. In scadenza di contratto, il 6 dicembre 2022 firma un contratto col Lipsia, a partire dalla stagione 2023-24, che lo legherà al club della Sassoni fino al 2025.
Ebner è in pianta stabile nella nazionale italiana da dicembre 2017, quando esordì in un'amichevole di preparazione alle qualificazioni mondiali contro la Grecia. Con l'Italia ha partecipato a diverse qualificazioni per Europei e Mondiali, qualificandosi per il Mondiale 2025.
Il 4 dicembre 2024 viene inserito nella long list dei convocati per il ritiro pre Mondiale 2025.

## Vita privata
Ebner ha una relazione con Nicole Roth, portiere del TuS Metzingen, squadra dell'Handball-Bundesliga femminile.

## Palmarès

### Individuale
- FIGH Awards:
Miglior giocatore italiano assoluto 2019[5]
Miglior giocatore italiano assoluto 2020[6]
Miglior giocatore italiano assoluto 2021[7]
Miglior giocatore italiano assoluto 2022[8]
Miglior giocatore italiano assoluto 2023[9]